# Фальке, Якоб фон
Якоб фон Фальке (нем. Jacob von Falke; 21 июня 1825, Ратцебург — 8 июня 1897, Ловран) — немецкий историк, директор Австрийского музея искусства и промышленности.
Сочинения его посвящены преимущественно истории искусств и культуры. Будучи знатоком в этой области, Фальке обладает замечательной способностью делать результаты научных исследований доступными широкой публике.
Отец Отто фон Фальке (1862—1942), историка искусства и музейного деятеля. 
Приходился братом историку Иоганнесу Фальке и дядей писателю Густаву Фальке.

## Главные труды
- «Die deutsche Trachten und Modenwelt» (Лейпциг, 1858);
- «Die ritterliche Gesellschaft im Zeitalter des Frauenkultus» (Б., 1862);
- «Geschichte des modernen Geschmacks» (Лейпциг, 1866);
- «Geschichte des fürstlichen Hauses Liechtenstein» (Вена, 1868—83);
- «Die Kunst im Hause» (Вена, 1883);
- «Hellas und Rom» (Штутгарт, 1879; есть русский перевод);
- «Kostümgeschichte der Kulturvölker» (Штутгарт, 1880);
- «Ästhetik des Kunstgewerbes» (Штутгарт, 1883);
- «Geschichte des deutschen Kunstgewerbes» (Б., 1888);
- «Aus dem weiten Reiche der Kunst» (Берлин, 1889);
- «Geschichte des Geschmacks im Mittelalter» (Б., 1893).
- В сотрудничестве с A. von Еуе Ф. издал «Kunst und Leben der Vorzeit» (Нюрнберг, 1868).